# Sorenskriver
Der Sorenskriver ist der Richter an einem Tingrett in Norwegen, was der untersten Instanz im norwegischen Rechtswesen entspricht.

## Geschichte
Das Amt des Sorenskrivers hat eine jahrhundertealte Tradition, die auf den 31. Juli 1591 zurückgeht, als es mit der Sorenskriverordningen als Sekretär in den Dorftings (bygdetingene) etabliert wurde. 1634 wurde daraus ein Richteramt, und 1637 wurde das Amt noch einmal aufgewertet. Der Sorenskriver war fortan der alleinige Richter in den meisten Angelegenheiten. 
Unter der Bezeichnung sorinskrivari existierte das Amt auch auf den damals zu Norwegen gehörenden Färöern. Der Sorenskriver war dort zunächst der Protokollführer des Løgtings und – analog zur Änderung in Norwegen – ab 1638 Vorsitzender des Tings. Heute ist er der oberste Richter der Färöer.

## Etymologie
Das Wort stammt von svoren skriver (geschworener Schreiber) und bezeichnete ursprünglich einen Gerichtsschreiber, der Urteile ausformulieren und sie niederschreiben sollte.